# Villa Poiana
La Villa Poiana o Pojana es una villa del siglo XVI relacionada con el arquitecto Andrea Palladio. Se encuentra en el municipio italiano de Poiana Maggiore. Está conservada como parte de un conjunto Patrimonio de la Humanidad según la Unesco, «La ciudad de Vicenza y las villas palladianas del Véneto».

## Historia

Villa Poiana en Los cuatro libros de arquitectura.

La Villa Poiana fue construida en los años 1548-1549 para Bonifacio Pojana, un miembro de la familia Pojana que habían sido terratenientes locales durante siglos. De antiquísima nobleza, los Poiana desde la Edad Media fueron los auténticos señores del lugar y posteriormente fueron enfeudados por la República de Venecia del territorio de Poiana cum omnibus juribus et juridictionibus ad castellarium spectantibus. El pasado militar de Bonifacio se expresa por un lado en la severidad y austera pureza de la arquitectura y por el otro por el programa decorativo.
Palladio probablemente proyectó la villa a finales de los años 1540;. La obra progresa lentamente y en todo caso los trabajos se acabaron hacia el 1563, cuando se completa la decoración interior ejecutada por los pintores Bernardino India y Anselmo Canera y el escultor Bartolomeo Ridolfi.
Tanto en Los cuatro libros de arquitectura (1570) como en los diseños autógrafos de Palladio conservados en Londres, la villa viene siempre tratada como parte de un proyecto global de reorganización y regularización de la zona en torno a los amplios patios. De tal proyecto aún queda construida solamente la larga barchessa a la izquierda de la villa, con capiteles dóricos pero con intercolumnios toscanos. El complejo se acabó en el siglo XVII cuando los descendientes de Bonifacio adaptaron el edificio a su gusto y necesidad, con el añadido de un cuerpo constructivo a la derecha de la villa.

## Arquitectura

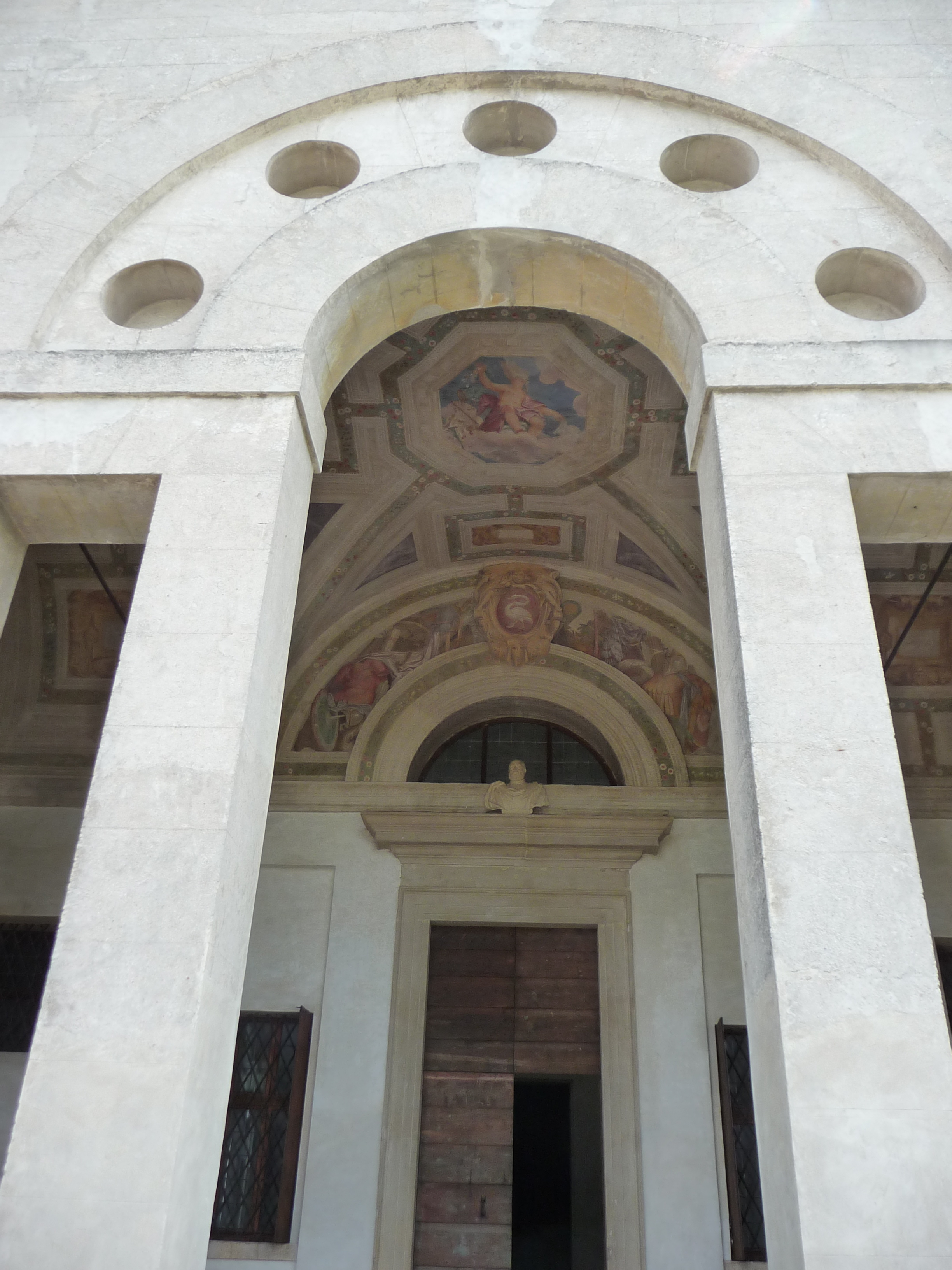
Serliana.

El diseño de Palladio se inspiró en las antiguas termas romanas, que había estudiado durante un viaje a Roma, y la planta principal está caracterizada por una gran sla con bóveda de cañón, lo mismo que la Villa Pisani en Bagnolo. A cada lado de la sala central, se extienden habitaciones secundarias, cada una de ellas con un tipo diferente de bóveda.
La Villa Pojana sigue siendo uno de los ejemplos más curiosos de la arquitectura de Palladio incluso aunque la villa nunca se completara y algunos de sus desarrollos posteriores se apartasen del diseño original de Palladio. De lo que se construyó, Palladio demostró parte de su trabajo más creativo, especialmente en el principal rasgo del edificio en la fachada, una serliana con cinco agujeros circulares (oculi), inspirados en los antiguos modelos romanos, pero que no derivaban de ninguna fuente específica. Otros elementos notables son el frontón, rasgos clásicos a tiras, y estatuas que representan tanto a las deidades militares como las agrícolas.

## Detalles decorativos
El propio Palladio documentó las decoraciones interiores como propias de Bernardino India, Anselma Canera y Bartolomeo Ridolfi.
En el atrio, elegantes marcos de estuco, cuyos diseños florales se entrelazan alrededor de trampantojos en relieve, encierran monocromías de dioses del río, mientras que acá y allá aparecen fragmentos de cielo poblados con otras deidades. El busto de Bonifacio Pojana mira hacia abajo desde la entrada principal, y sobre él está el blasón de la familia y trofeos militares. Otras decoraciones representan escenas pompeyanas con los fondos y los paisajes con ruinas pintorescas y columnas rotas esparcidas por ellos, mientras que figuras monocromáticas de guerreros están vigilantes desde los nichos en trampantojo.
El fresco más significativo puede encontrarse en la sala central: llamada el Salón del Emperador muestra a una familia de la época clásica, vestida con túnicas y togas. Se arrodillan frente a un altar mientras que el pater familias apaga la antorcha de la guerra a los pies de la estatua de la Paz que está sobre el altar. Es una clara alusión a la paz dolorosamente lograda en el siglo XVI después de la Guerra de la Liga de Cambrai que permitió a los venecianos disfrutar de las delicias de tierra firme.